# ジャスミン・アルティガ
ジャスミン・アルティガ（英語: Jasmine Artiga、1992年4月5日 - ）は、アメリカ合衆国のプロボクサーである。現WBA女子世界スーパーフライ級王者。

## 来歴
フロリダ州タンパにてキューバ系アメリカ人として生まれた。母はキューバ出身で1980年に亡命し、父もタンパ出身ながらキューバ系である。
高校卒業後、アメリカンフットボール・LFLのタンパ・ブリーズでプレー。
21歳でボクシングに転向。
2017年5月にプロボクサーデビュー,。13試合で12勝1分けを挙げた。
2025年3月22日、カリフォルニア州サンバーナーディーノのNOS Events CenterにてRegina ChavezとのWBA女子世界スーパーフライ級王座決定戦に臨み、2-0（98–92、96–94、95–95）の判定で世界王座を獲得した。
2025年5月27日、タンパ出身初のプロボクシングメジャー団体の世界王者としてタンパ市長に表彰された。

## 戦績
- 14戦 13勝(6KO) 1分

## 獲得タイトル
- 第10代WBC女子世界スーパーフライ級王座（防衛0）